# Sdader

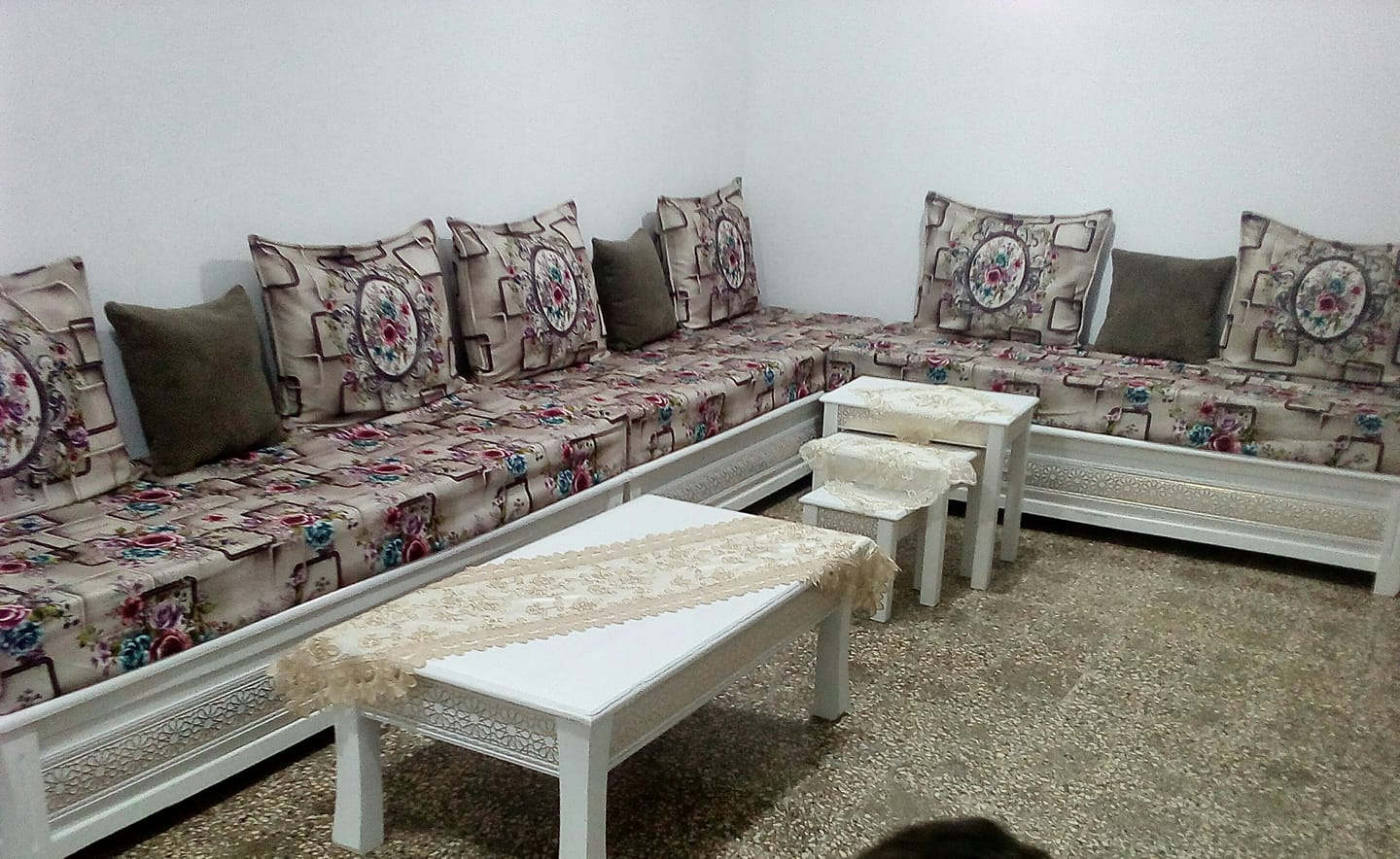
El sdader es un sofá alargado típico marroquí.

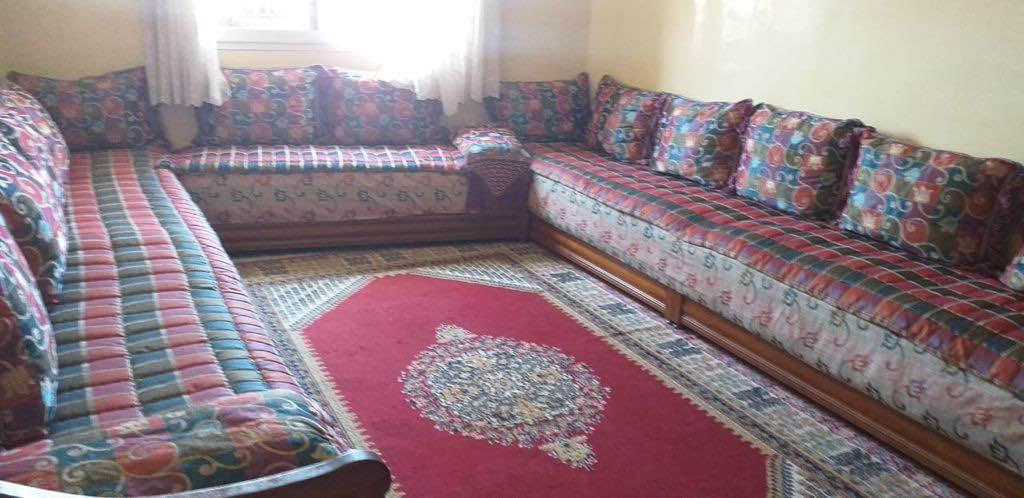
El salón es el lugar donde se reciben los invitados.

El salón marroquí (en árabe, الصالون المغربي; en francés, salon marocain) es un set de muebles y lugar de socialización típico de las casas magrebíes. Posiblemente deriva del majlis árabe, su uso principal es el de espacio donde se recibe y atiende a los invitados. El elemento principal e imprescindible es el sdader (سدادر), que es un extenso sofá, dispuesto en L o U. Generalmente el salón se ubica a la entrada de la casa, alejado de los espacios privados (como los dormitorios).
Consiste en los siguientes muebles:
- Sedari o sdader (en francés, banquette), también conocido como «sofá marroquí». Consiste en una base de madera con colchones rellenos de espuma y tapizados a juego con los cojines, generalmente al estilo oriental. A veces con reposabrazos en los extremos.
- La meyda[5] (guéridon) es la mesa de centro, donde se sirve el té atay. En las esquinas, mesas auxiliares
- Tlamat (طلامط)
- Alfombras bereberes (zraba, zrabia)
- Lhalf o hafe (surmatelas), el cubre colchón decorativo[2]
- Lámparas estilo araña o lujosas

En la cultura marroquí, recibir invitados en casa es una tarea protocolaria y casi diaria. En este contexto, el sdader es un símbolo de hospitalidad y convivencia. Es normal que el salón del sdader sea el más lujoso y siempre esté impecablemente limpio. Algunas familias invierten buena parte de su presupuesto y espacio del hogar para crear magníficos salones. Por ello, la tradición del salón marroquí ha sido importada por los inmigrantes marroquíes en España, Francia, y otros países europeos. Se cree que el salón marroquí tiene su origen en los andalusíes expulsados de España, que en su mayoría se establecieron en Marruecos.